# Devalapura, Siruguppa
Devalapura là một làng thuộc tehsil Siruguppa, huyện Bellary, bang Karnataka, Ấn Độ.